# Leucania griseola
Leucania griseola là một loài bướm đêm trong họ Noctuidae.